# Gillian Cross
Gillian Cross z domu Arnold (ur. 24 grudnia 1945 w Londynie) – brytyjska pisarka, autorka literatury dla dzieci i młodzieży.
Ukończyła studia magisterskie w Somerville College, Oxford. Tytuł doktora (Doctor of Philosophy) uzyskała na University of Sussex. W 1990 otrzymała Carnegie Medal za powieść Wolf, a w 1992 Whitbread Children's Book Award za (The Great Elephant Chase). Pierwsze cztery książki z jej serii Demoniczny dyrektor doczekały się adaptacji telewizyjnej. W 1967 poślubiła Martina Crossa. Para ma czworo dzieci.

## Dzieła
- The Iron Way (1979)
- Revolt at Ratcliffe's Rags (1980)
- A Whisper of Lace (1981)
- The Dark Behind the Curtain (1982)
- seria Demoniczny dyrektor:

1. The Demon Headmaster (1982) (wyd.pol. 2003 Magiczny wzrok)
2. The Prime Minister's Brain (1985) (wyd.pol. 2003 Cel: umysł premiera)
3. The Revenge of the Demon Headmaster (1994) (wyd.pol. 2003 Zemsta demonicznego dyrektora)
4. The Demon Headmaster Strikes Again (1996) (wyd.pol. 2003 Demoniczny dyrektor kontratakuje)
5. The Demon Headmaster Takes Over (1997)
6. Facing the Demon Headmaster (2001)
7. Beware of the Demon Headmaster (2002)

- Born of the Sun (1983)
- On the Edge (1984)
- The Runaway (1986)
- Swimathon! (1986)
- Chartbreak (1986) (wyd.pol. 1996 Lista przebojów)
- Roscoe's Leap (1987)
- A Map of Nowhere (1988)
- Rescuing Gloria (1989)
- Wolf (1990)
- The Monster from Underground (1990)
- Twin and Super-Twin (1990)
- The Mintyglo Kid (1991)
- Gobbo the Great (1991)
- Rent-a-Genius (1991)
- Save Our School (1991)
- The Great Elephant Chase (1992)
- The Tree House (1993)
- The Furry Maccaloo (1993)
- Beware Olga! (1993)
- What Will Emily Do? (1994)
- New World (1994)
- The Crazy Shoe Shuffle (1995)
- Posh Watson (1995)
- Pictures in the Dark (1996)
- The Roman Beanfeast (1996)
- The Goose Girl (1998)
- Tightrope (1999)
- Down with the Dirty Danes! (2000)
- Calling a Dead Man (2001)
- The Treasure in the Mud (2001)
- trylogia Dark Ground :

1. The Dark Ground (2004)
2. The Black Room (2005)
3. The Nightmare Game (2006)

- Sam Sorts It Out (2005)
- Brother Aelred's Feet (2007)
- Where I Belong (2010)
- The Odyssey (2012)
- Monster Snowman (2012)
- The Cupcake Wedding (2013)
- After Tomorrow (2013)